# Eerste Nederlandse Slakken-Carcollen kwekerij

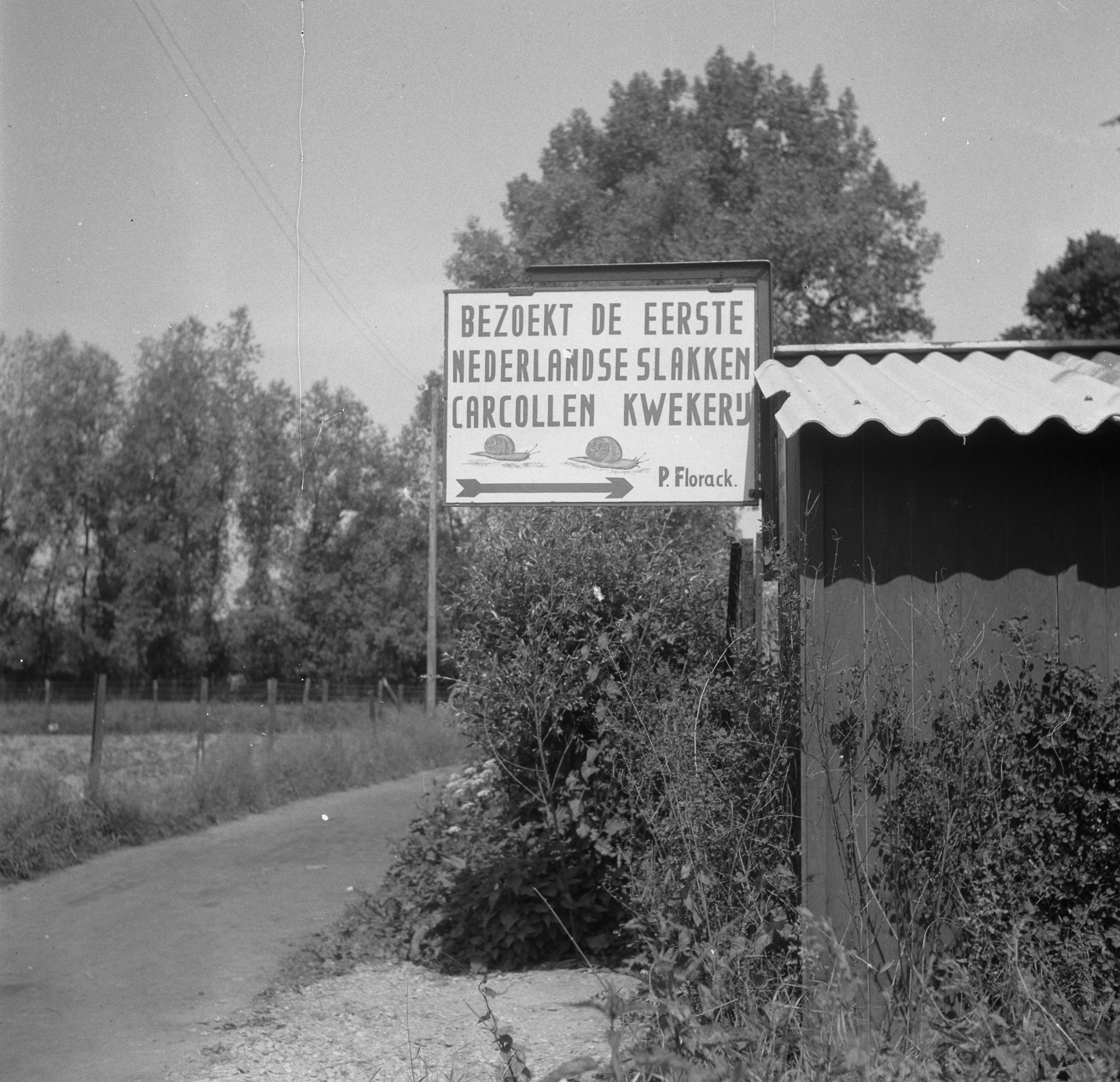
Wegwijsbord naar Floracks kwekerij.

De eerste Nederlandse Slakken-Carcollen kwekerij (1950-1968) in Valkenburg was, zoals de naam claimt, de eerste slakkenkwekerij van Nederland. Het was opgericht en werd bestierd door Pierre Florack (1894-1983), die er wijngaardslakken kweekte.
De slakken werden voornamelijk gekweekt voor onderzoek en medicijnenproductie, terwijl de rest naar restaurants ging. Op basis van het gedrag van de slakken deed Florack tevens weersvoorspellingen.

## Geschiedenis
Florack was een jonge dertiger toen hij in de tweede helft van de jaren 1920 zijn eigen café-restaurant Cosmopolite bestierde aan het Onze Lieve Vrouweplein in Maastricht. Met tegenzin ging hij eens met een Belgische vriend mee op slakkenjacht in de Zuid-Limburgse bossen bij Bunde. Hij werd pas enthousiast toen hij daarna de bereidde escargot proefde. Ook de slakken die hij vervolgens de eerste keer kosteloos in zijn restaurant serveerde vonden gretig aftrek.
Florack liet korte tijd later zijn restaurant voor wat het was en begon al experimenterend van de wijngaardslakken te leven. Hij realiseerde echter dat het houden van slakken in bakken niet optimaal was en in de jaren veertig verplaatste hij zijn slakken naar een terrein van ca. 30 bij 16 meter, waar de slakken in de openlucht konden zitten. In die periode begon hij met weersvoorspellingen op basis van het gedrag van zijn slakken.

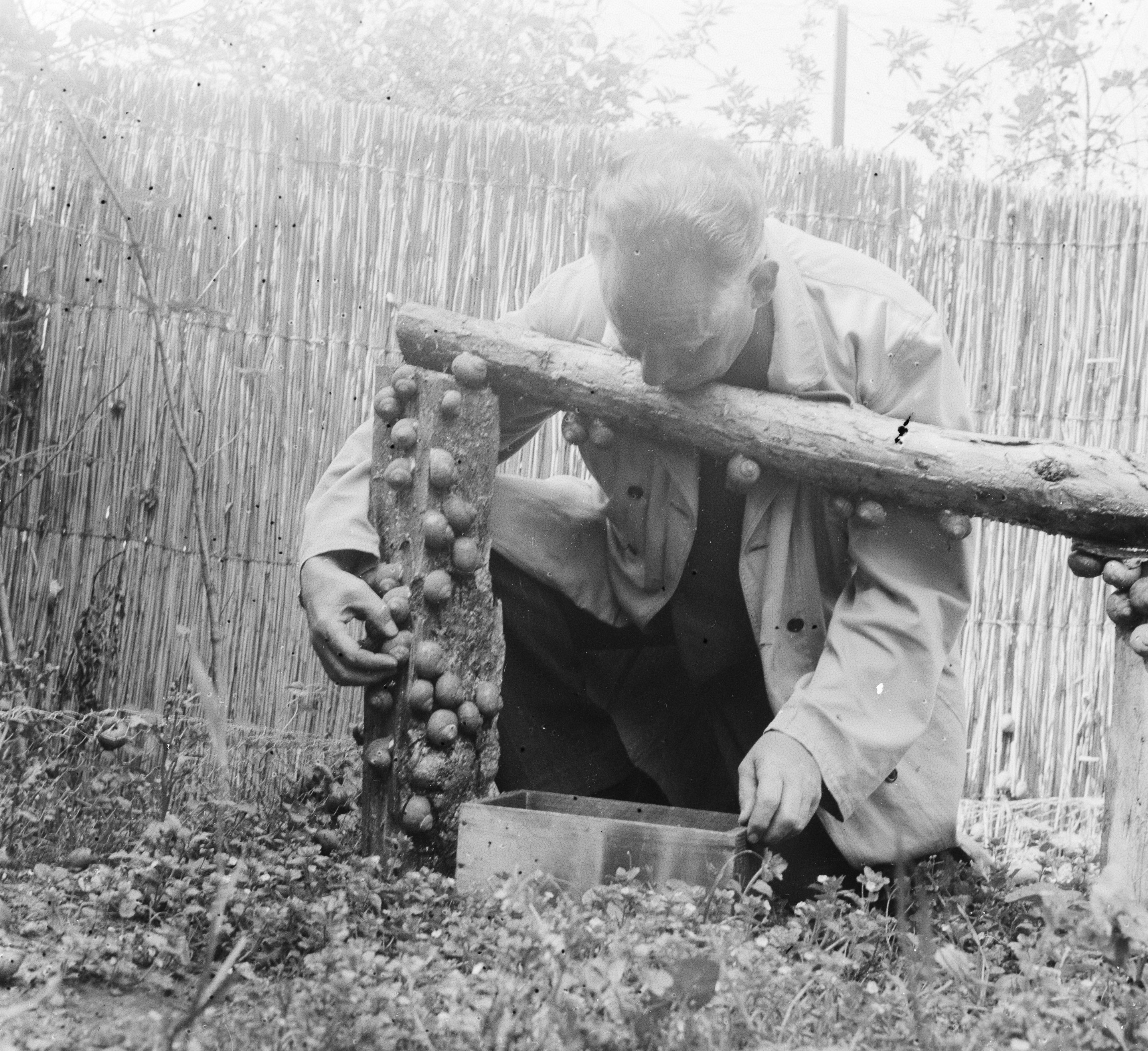
Florack aan het werk in de zomer van 1950

In het voorjaar van 1950 opende Florack in de Valkensburgse Broekhem achter hotel 'Prinses Juliana' de eerste officiële slakkenkwekerij van Nederland. Hoewel hij met 15.000 slakken per jaar begon, had hij zich tot doel gesteld in vier jaar tijd jaarlijks anderhalf miljoen slakken te produceren. Zover zou het echter nooit komen.
De slakkenkwekerij werd een bezienswaardigheid waarover allerlei sensationele en tegenstrijdige berichten de ronde deden. De kwekerij was ook onderwerp van onderzoek en er verschenen officiële publicaties over het reilen en zeilen. Exemplaren van slakken uit de kwekerij werden opgenomen in de collecties van Zoölogisch Museum te Amsterdam, het Museum in Enschede en het natuurhistorisch museum in Maastricht.
Florack ging in 1962 naar de internationale expositie voor Horecabedrijven, waar hij met een minikwekerij in de stand wederom een attractie was. De schijnbaar onfeilbare weersvoorspellingen aan de hand van de slakken op zijn kwekerij bezorgden Florack door de jaren heen enig extra inkomen.
Voor onderzoek en medicijnenproductie leverde Florack in de vroege jaren 1960 vooral aan universiteiten en hogescholen in Nederland (Utrecht, Groningen, Delft, Wageningen), België (Brussel, Antwerpen, Luik, Gent en anderen) en de Verenigde Staten (waaronder Washington). De rest van de slakken gingen naar een vaste klantenkring met een viertal restaurants.
In 1967 gaf Florack het beheer van de kwekerij over aan de Nederlandse Vereniging voor Natuurgeneeswijze. Een jaar later maakte hij een einde aan deze overeenkomst en ging de kwekerij ter ziele.

## Beschrijving kwekerij

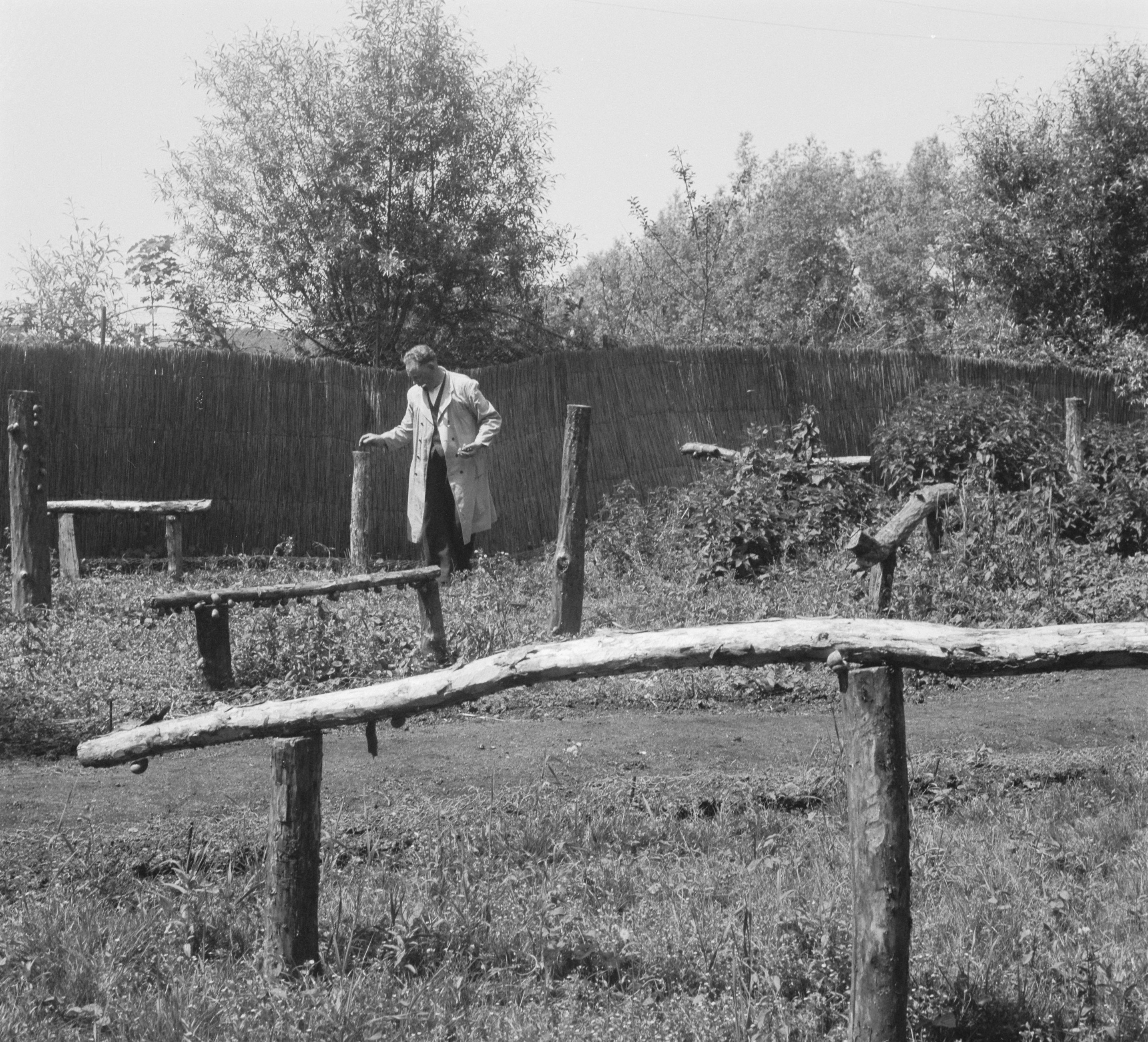
Een beeld van het terrein.

De kwekerij was gelegen aan het voetpad tussen toenmalig Natuurbad Valkenburg en de toenmalige hoofdverkeersweg Valkenburg-Maastricht. Deze openluchtkwekerij van ca. 30 bij 16 meter bestond uit twee stroken grasland met wat struikgewas. Het was omgeven met gekruld kippengaas, om ontsnapping van de slakken te bemoeilijken.
Het land werd gevuld met ca. 15,000 wijngaardslakken en het plan was dat deze bezetting binnen vier jaar tot anderhalf miljoen slakken uit te breiden. Er zou in die tijd grote vraag zijn naar eetbare slakken en de kweker hoopte ook zijn "panklaar en serveerbaar" product naar het buitenland af te zetten.
De moederslakken verzamelde Florack jaarlijks uit de omgeving, voornamelijk uit zijn twaalf gepachte bossen tussen Vaals en Heerlen. De slakken liet hij op zijn kwekerij paren en de geboren babyslakken werden geraapt en weer in de bossen verspreid. De oudere slakken die in de kwekerij achterbleven werden vetgemest met verse groenten zoals sla, groenteafval en fijn mergel. Goed vetgemest en met de naderende winter groeven de slakken zich in het najaar in de grond voor hun winterslaap. Wanneer ze goed en wel ingegraven waren, gevuld voor de winter en teruggetrokken in hun met een kalkdeksel afgesloten huisjes, groef Florack ze weer op om ze in zijn tuin in te kuilen. Zo zou hij steeds voorraad voor de verkoop hebben.

## Fabels en feiten
Florack was een zakenman met een goed praatje. Hij wist veel van de wijngaardslak en hij wist het tegen betaling ook prachtig te vertellen. Maar alleen kenners zouden de feiten van fabeltjes kunnen onderscheiden en er werden studies naar zijn praktijken verricht. Florack was echter succesvol met zijn weersvoorspellingen en hij was overtuigd van het heil van slakken voor de menselijke gezondheid.

### Weerdienst

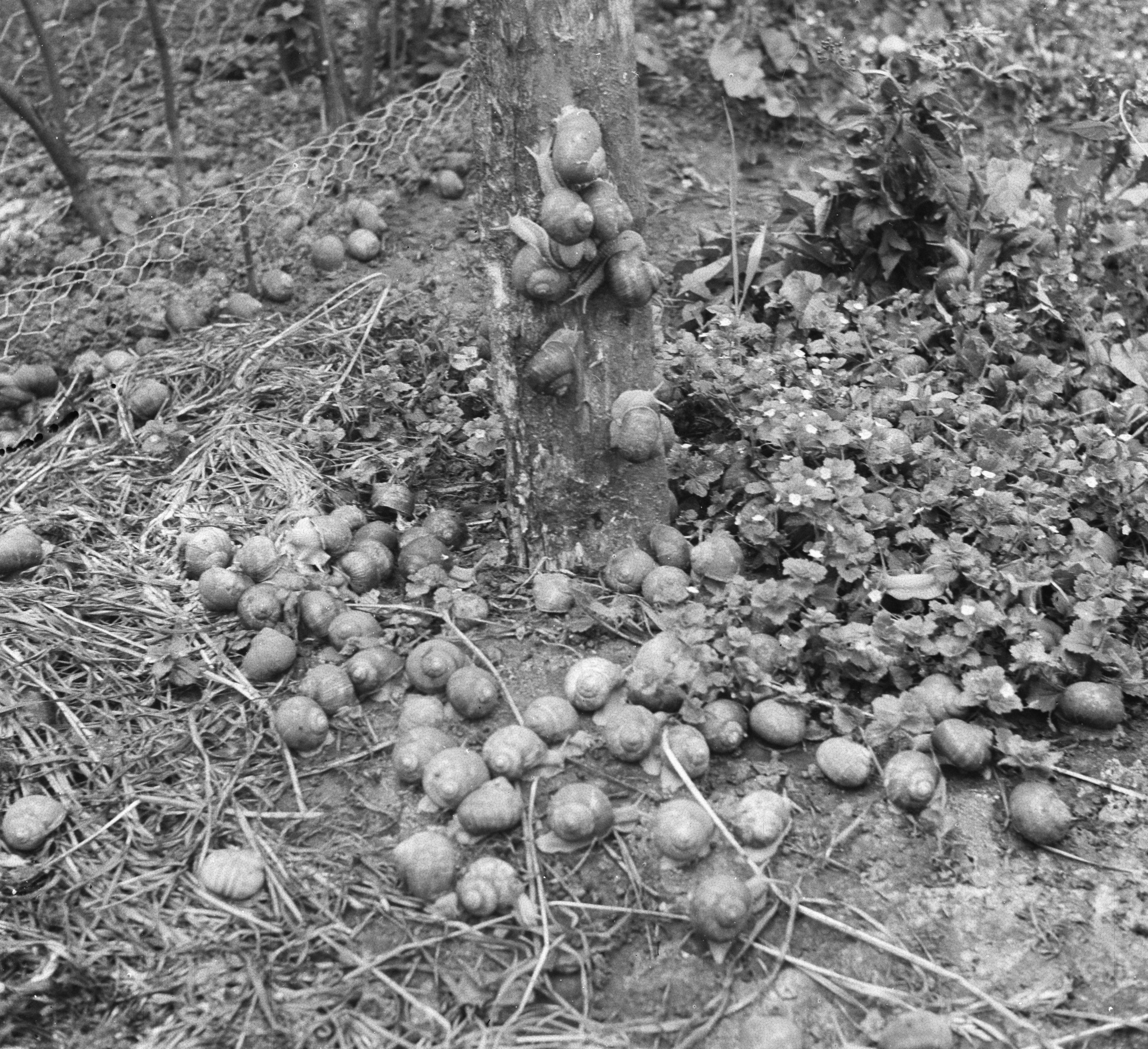
Op basis van het gedrag van de wijngaardslakken op de slakkenfarm, voorspelde Florack het weer.

Florack verdiende een extra zakcent met weersvoorspellingen door het gedrag van zijn slakken in zijn "meteorologische slakkentuin" te observeren. Hij was er vroeg in de jaren veertig mee begonnen en had in de loop van de tijd een klantenkring van een veertigtal klanten uit binnen- en buitenland opgebouwd die een tientje per jaar betaalden voor zijn weersvoorspellingen. Zo voorspelde hij op basis van de diepte waarmee de wijngaardslakken zich voor de winterslaap de grond in werkten of dat er een strenge of zachte winter zou komen. Tevens kon hij uit het gedrag van de slakken dagelijks het weer voorspellen, zoals of dat het een zonnige dag zou worden of dat het zou gaan regenen.
De voorspellingen lijken altijd uitgekomen te zijn: zo voorspelde hij de strenge winter van 1942 toen de slakken 25 cm ingegraven waren. Terwijl De Bilt een strenge winter in 1949 voorspelde, voorzag hij op basis van de enkele centimeters ingegraven slakken dat er maximaal een matige vorst zou komen. Voor de winter van 1955 voorspelde hij een strenge winter, want de slakken zaten 26 cm ingegraven. Wederom bleek de voorspelling te kloppen, want begin februari 1956 vroor het plots met 12 °C onder nul.
Om onverbeterlijke sceptici alsnog te overtuigen van zijn methode, deed Florack in november 1950 zijn voorspelling voor de winter van '50-'51 in verzegelde enveloppen, welke door notarissen in bankkluizen bewaard werden tot de volgende lente aangebroken was. Op 21 maart 1952 werden de enveloppen ten overstaan van anderhalf dozijn binnen- en buitenlandse journalisten officieel geopend en de voorspelling voorgelezen:
Valkenburg, 30-11-'50. Bij deze verklaart ondergetekende, dat de winter 1950-1951 niet streng zal zijn. P. FLORACK
De winter was inderdaad zacht geweest en Florack kreeg hiermee voor het negende opeenvolgende jaar gelijk met zijn voorspellingen. Maar de grootste sceptici waren niet om: met zo'n vage omschrijving kon elk willekeurig persoon wel met vijftig procent kans het weer juist voorspellen. Weerkundigen beschouwden weersvoorspellingen op basis van natuurverschijnselen in het algemeen en slakken in het bijzonder simpelweg als onbetrouwbaar. Anderen erkenden dat de afwezigheid van een wetenschappelijke verklaring niet automatisch betekent dat het om nonsens gaat: er zijn meer voorbeelden van dierlijk gedrag dat de mens (vooralsnog) niet kan verklaren. Als voorbeelden hiervan worden de vogel- en palingtrek genoemd.
Dat de wijngaardslakken zich desalniettemin toch ook wel eens kunnen vergissen, blijkt uit een artikel van vijftien jaar later, waarin methoden van weersvoorspellingen besproken werd:
De wijngaardslak kwam eens in de belangstelling doordat de diepte waarop het dier zich in de herfst ingroef bepalend zou zijn voor de aard van de winter. Totdat de slakken zich eens vergisten en in een kwade winter met grote aantallen doodvroren.— Algemeen Handelsblad (16 december 1967)

### Slakken tegen bronchitis

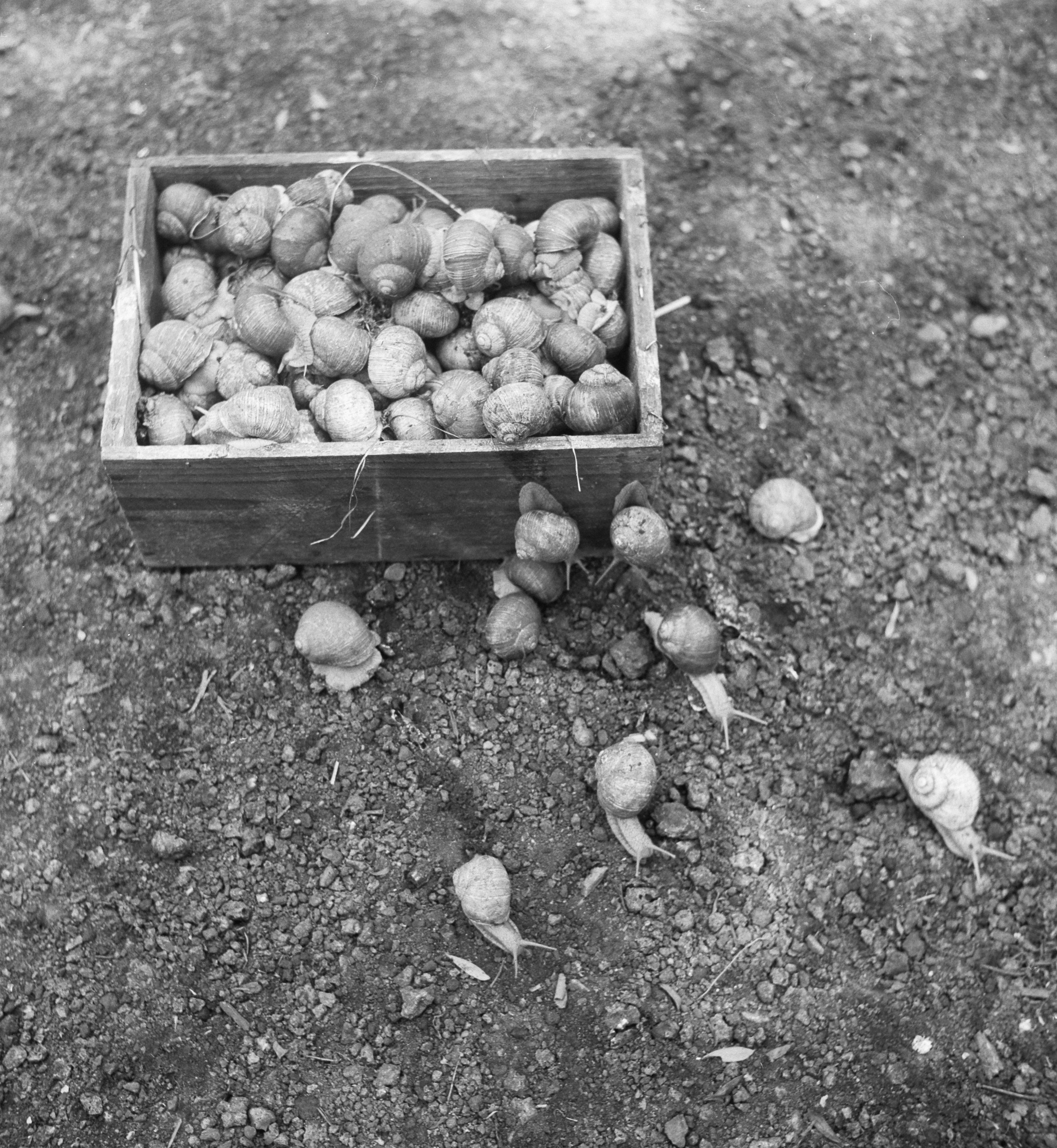
Een kist met oogst

Florack claimde op advies van de dokter geregeld rauwe slakken te eten tegen bronchitis. Dat zou hij decennialang gedaan hebben en hij is ervan overtuigd dat het werkte. De vereniging tegen de kwakzalverij was hier sceptisch over: als de dokter Florack gezegd zou hebben in een jaar tijd van het bronchitis af te zijn door rauwe slakken te eten, waarom eet hij het dan dertig jaar? Ongeacht de vraag of slakken rauw geconsumeerd moesten worden, was de medische wetenschap in die tijd wel overtuigd van de heilzame effecten van de wijngaardslak tegen bronchitis: het zou 70% effectiever zijn dan het gebruik van antibiotica.
Algemeen gesproken hebben slakken in de geneeskunde een lange geschiedenis, waarbij mede hun slakkenslijm in diverse geneesmiddelen tegen vele aandoeningen gebruikt zijn.

### Andere fabels en feiten
Een aantal claims van Florack die veelvuldig in de media terugkwamen zijn hieronder beschreven, met toelichting op het waarheidsgehalte:
- "Slakken hebben een uitstekend ontwikkelde gezichtsvermogen". Deze veronderstelling komt voort uit de observatie dat slakken recht op de voor hun aantrekkelijke voedsel afgaan. Het voedsel ontdekken ze door uitstekende reukvermogen. De ogen ontwaren waarschijnlijk slechts vage lichtnuances.
- "Slakken zijn luidruchtige eters". Het geluid komt van de knapperigheid van het voedsel die slakken al malend tot zich nemen.
- "Tweeduizend (wijngaard)slakken eten evenveel als een varken."
- "Brandnetel is het lievelingskostje van de wijngaardslak." Het is inderdaad een geliefd kostje.
- "Wijngaardslakken zijn alleen in de winter eetbaar." Dit klopt niet. Slakken kunnen het hele jaar door gegeten worden, maar ze zijn extra smakelijk in het najaar, omdat ze zich in voorbereiding op de winterslaap veteten.
- "Wijngaardvlees, schoon aan de haak kan veertig gram wegen." Zonder huisje is dit een extreem grote wijngaardslak: in de praktijk wordt voor verse wijngaardslakken met huisje een maximum gewicht van 40 gram aangenomen.
- "De leeftijd van een slak kan van het aantal jaarringen op het huisje afgelezen worden." Het zijn geen jaarringen, maar groeiringen en op basis van groeiringen kan inderdaad de leeftijd ingeschat worden: echter, groeiringen vertegenwoordigen niet de jaren, maar de tijden dat slakken estiveren of hiberneren.[24] Aangezien dit onder natuurlijke omstandigheden tweemaal per jaar gebeurt, kan aangenomen dat elke twee ringen een jaar voorstelt.
- "Slakken kunnen zesentwintig jaar oud worden." Fabeltje. Zoals uit voorgaande toelichting opgemaakt kan worden, kunnen (wijngaard)slakken negen tot tien jaar worden. Maar ook dat is uitzonderlijk lang en in het zeldzame geval dat slakken niet eerder als prooi aan roofdieren, parasieten, of ongevallen ten onder gaat.
- "Rauwe slakken zijn goed tegen bronchitis." Dit is een volkswijsheid dat tot ver in de oudheid teruggaat. De wetenschap is er wat terughoudender over, omdat rauwe slakken behalve de medicinale werkingen ook ziektes kunnen overdragen.
- "Omdat slakken van het zonnetje houden klimmen ze hoog in de palen. Tijdens regen laten ze zich voor het eten vallen, omdat ze noch achteruit noch met de kop naar beneden kunnen voortbewegen."[24] Dit is een fabel: slakken beklimmen geen palen om van de zon te genieten. Door zonneschijn raken ze oververhit en gedehydrateerd, met de dood tot gevolg. De reden dat ze meestal omhoog kruipen is instinctief, om op een hoger punt een beschut en veilig plekje te vinden. Voorts kunnen slakken weliswaar niet 'in de achteruit', ze hebben wel de flexibiliteit zich om te draaien. Bovendien kunnen ze zonder problemen naar beneden voortbewegen. Vallen is het gevolg van gebrek aan grip en vaak door extra gewicht van meeliftende slakken. Vallen is overigens zeer schadelijk voor slakken: kleine breuken in het huisje kunnen genezen, maar grote breuken leiden tot dehydratatie en uiteindelijk de dood.
- "Omdat slakken hermafrodiet zijn, kunnen ze zichzelf bevruchten en als ze elkaar bevruchten dient een van de partners als mannetje en de ander als vrouwtje."[31] Hoewel Florack hiervan overtuigd leek te zijn, was hij in 1951 voornemens hierover nader onderzoek te doen.[32] Slakken zijn hermafrodiet, maar noch kunnen de wijngaardslakken zichzelf bevruchten noch is er een gendergerelateerde taakverdeling bij paring: beide partners kunnen in principe eieren leggen na de paring.